# Rileya haumani
Rileya haumani is een vliesvleugelig insect uit de familie Eurytomidae. De wetenschappelijke naam is voor het eerst geldig gepubliceerd in 1918 door Brèthes.